# Clavularia griegii
Clavularia griegii är en korallart som beskrevs av Madsen 1944. Clavularia griegii ingår i släktet Clavularia och familjen Clavulariidae. Inga underarter finns listade i Catalogue of Life.